# Bomb the Bass
Bomb the Bass ist ein 1987 von Tim Simenon gegründetes britisches Musikprojekt, dessen höchste Chartplatzierung die Single Beat Dis (1987) war. Außerdem betätigte sich Simenon unter dem Pseudonym Bomb the Bass als Produzent und Remixer u. a. für Depeche Mode, Björk, Neneh Cherry, U2 und David Bowie.

## Computerspielmusik
Das Musikprojekt erlangte 1989 zusätzliche Bekanntheit durch die Nutzung ihres Hits Megablast als Titelmelodie in dem von den Bitmap Brothers entwickelten Shoot-’em-up-Computerspiel Xenon 2 Megablast. Dieses wurde für zahlreiche Heimcomputer-Systeme wie z. B. Amiga, Atari ST und MS-DOS umgesetzt. Als eines der ersten Computerspiele besitzt es digitalisierte Musik, wobei der Track nahezu originalgetreu umgesetzt wurde.

## Diskografie

### Studioalben
| Jahr | Titel             | Höchstplatzierung, Gesamtwochen, AuszeichnungChartplatzierungen (Jahr, Titel, Platzierungen, Wochen, Auszeichnungen, Anmerkungen) | Höchstplatzierung, Gesamtwochen, AuszeichnungChartplatzierungen (Jahr, Titel, Platzierungen, Wochen, Auszeichnungen, Anmerkungen) | Höchstplatzierung, Gesamtwochen, AuszeichnungChartplatzierungen (Jahr, Titel, Platzierungen, Wochen, Auszeichnungen, Anmerkungen) | Höchstplatzierung, Gesamtwochen, AuszeichnungChartplatzierungen (Jahr, Titel, Platzierungen, Wochen, Auszeichnungen, Anmerkungen) | Höchstplatzierung, Gesamtwochen, AuszeichnungChartplatzierungen (Jahr, Titel, Platzierungen, Wochen, Auszeichnungen, Anmerkungen) | Anmerkungen                        |
| Jahr | Titel             | DE | AT | CH | UK | US | Anmerkungen                        |
| ---- | ----------------- | --- | --- | --- | --- | --- | ---------------------------------- |
| 1988 | Into the Dragon   | — | — | — | UK18 Gold · (10 Wo.)UK | — | Erstveröffentlichung: Oktober 1988 |
| 1991 | Unknown Territory | — | — | — | UK19 (4 Wo.)UK | — | Erstveröffentlichung: August 1991  |
| 1995 | Clear             | — | — | — | UK22 (3 Wo.)UK | — | Erstveröffentlichung: April 1995   |

Weitere Alben
- 1989: The CD Singles
- 1999: Beat Dis – The Very Best of
- 2001: Clear Cut (EP)
- 2001: Tracks (EP) (mit Jack Dangers)
- 2008: Future Chaos
- 2010: Back to Light
- 2013: In The Sun
- 2013: Mega Dis (EP)

### Singles
| Jahr | Titel Album                                    | Höchstplatzierung, Gesamtwochen, AuszeichnungChartplatzierungen (Jahr, Titel, Album, Platzierungen, Wochen, Auszeichnungen, Anmerkungen) | Höchstplatzierung, Gesamtwochen, AuszeichnungChartplatzierungen (Jahr, Titel, Album, Platzierungen, Wochen, Auszeichnungen, Anmerkungen) | Höchstplatzierung, Gesamtwochen, AuszeichnungChartplatzierungen (Jahr, Titel, Album, Platzierungen, Wochen, Auszeichnungen, Anmerkungen) | Höchstplatzierung, Gesamtwochen, AuszeichnungChartplatzierungen (Jahr, Titel, Album, Platzierungen, Wochen, Auszeichnungen, Anmerkungen) | Höchstplatzierung, Gesamtwochen, AuszeichnungChartplatzierungen (Jahr, Titel, Album, Platzierungen, Wochen, Auszeichnungen, Anmerkungen) | Anmerkungen                                                |
| Jahr | Titel Album                                    | DE | AT | CH | UK | US | Anmerkungen                                                |
| ---- | ---------------------------------------------- | --- | --- | --- | --- | --- | ---------------------------------------------------------- |
| 1988 | Beat Dis Into The Dragon                       | DE6 (17 Wo.)DE | AT3 (18 Wo.)AT | CH4 (15 Wo.)CH | UK2 Silber · (11 Wo.)UK | — | Erstveröffentlichung: Februar 1988                         |
| 1988 | Megablast / Don’t Make Me Wait Into The Dragon | DE33 (11 Wo.)DE | — | CH19 (5 Wo.)CH | UK6 (10 Wo.)UK | — | Erstveröffentlichung: August 1988 feat. Lorraine           |
| 1988 | Say a Little Prayer Into The Dragon            | — | — | — | UK10 (12 Wo.)UK | — | Erstveröffentlichung: November 1988 feat. Maureen          |
| 1991 | Winter In July Unknown Territory               | DE39 (6 Wo.)DE | — | CH21 (3 Wo.)CH | UK7 (9 Wo.)UK | — | Erstveröffentlichung: Juli 1991                            |
| 1991 | The Air You Breathe Unknown Territory          | — | — | — | UK52 (3 Wo.)UK | — | Erstveröffentlichung: November 1991                        |
| 1992 | Keep Loving Me                                 | — | — | — | UK62 (2 Wo.)UK | — | Erstveröffentlichung: April 1992                           |
| 1994 | Bug Powder Dust Clear                          | — | — | — | UK24 (3 Wo.)UK | — | Erstveröffentlichung: September 1994 feat. Justin Warfield |
| 1994 | Darkheart Clear                                | — | — | — | UK35 (3 Wo.)UK | — | Erstveröffentlichung: Dezember 1994 feat. Spikey Tee       |
| 1995 | 1 To 1 Religion Clear                          | — | — | — | UK53 (2 Wo.)UK | — | Erstveröffentlichung: März 1995 feat. Carlton              |
| 1995 | Sandcastles Clear                              | — | — | — | UK54 (2 Wo.)UK | — | Erstveröffentlichung: September 1995                       |

Weitere Singles
- 2001: Clear Cut (mit Lali Puna)
- 2008: Butterfingers (mit Fujiya & Miyagi)